# 芒廷鎮區 (阿肯色州耶爾縣)
芒廷鎮區（英語：Mountain Township）是位於美國阿肯色州耶爾縣的一個行政鎮區。

## 地方資料
芒廷鎮區的面積為71.93平方千米，當中陸地面積為71.60平方千米，而水域面積為0.33平方千米。根據2010年美國人口普查的數據，當地共有人口184人，而人口密度為每平方千米2.56人。